# Jean-Baptiste Dufeu
Jean-Baptiste Dufeu, né le 5 août 1898 à Péage-de-Roussillon (Isère) et mort le 22 décembre 1980 à Péage-de-Roussillon, est un homme politique français.

## Biographie[1]
Il ne possède que le brevet élémentaire lorsqu'il entre dans la vie active. Il fait l'acquisition du cinéma Rex et se consacre à sa gestion. Il participe à la Première Guerre mondiale. Il est blessé à deux reprises et décoré de la Croix de guerre.
Il est chevalier de la Légion d'honneur et officier d'Académie.

### Carrière politique
Jean-Baptiste Dufeu est militant du parti radical-socialiste. En 1935, il est élu conseiller municipal du Péage-de-Roussillon. Il est suspendu en avril 1941 pour sa sympathie avec la résistance. En 1944, il est nommé conseiller municipal puis maire par le comité local de Libération. En avril 1945, il est élu maire puis accède en septembre au conseil général de l'Isère. Il y siège jusqu'en 1967, lorsqu'il décide se retirer. Jean-Baptiste Dufeu reste maire du Péage-de-Roussillon jusqu'en 1975.
Lors des élections sénatoriales de 1955, il occupe le deuxième poste de la liste du Parti républicain radical et radical-socialiste, qui remporte au second tour deux des trois sièges à pourvoir. Il est réélu à cette fonction jusqu'en 1974, où il décide de ne pas se représenter à cause de son état de santé. Au cours de sa mandature, il occupa la fonction de questeur du Sénat, de 1965 à 1968.

## Hommages
La salle de spectacle du Péage-de-Roussillon porte son nom.